# 蛇行

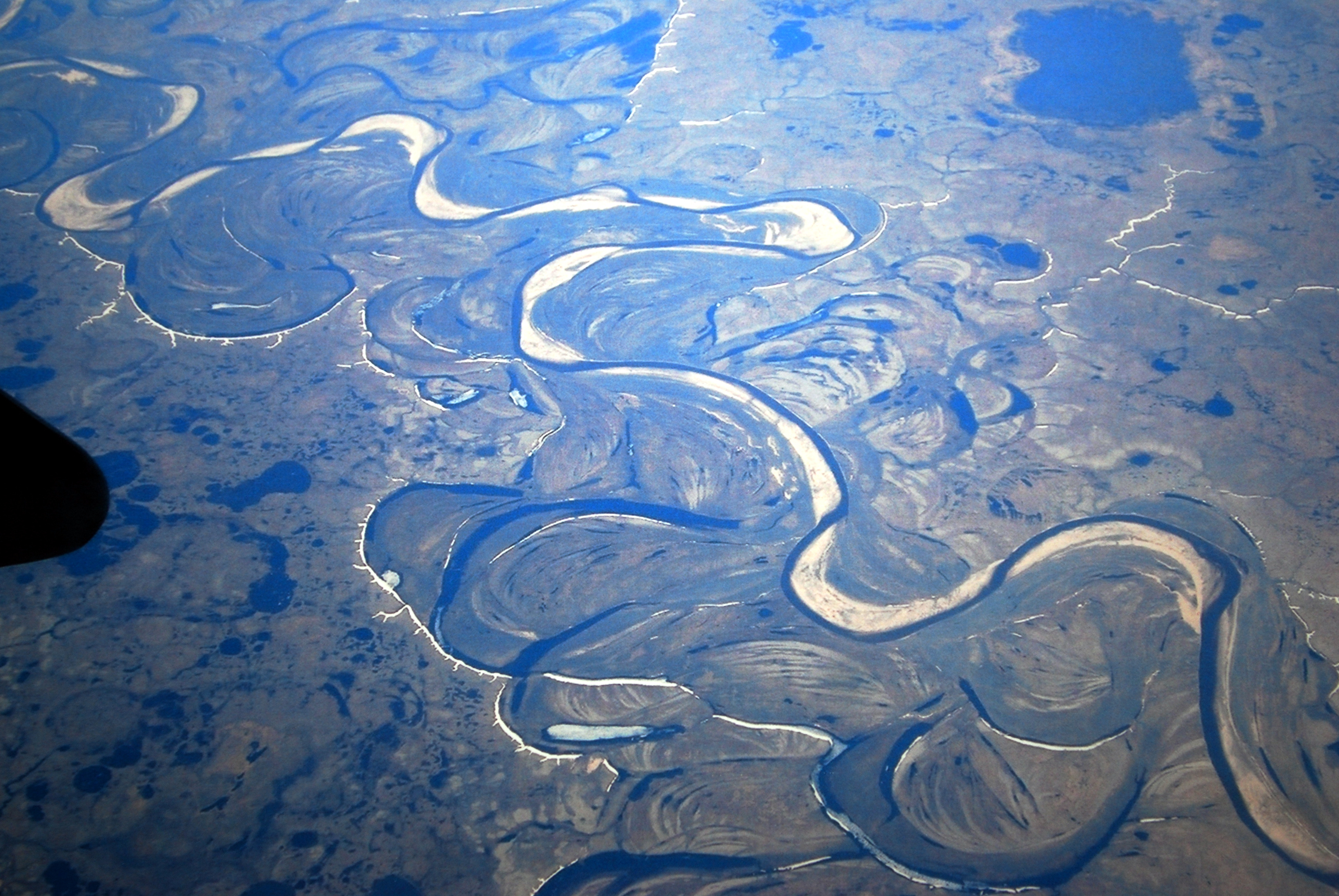
平野を流れて自由蛇行する川と、流路が変化するごとに新たに形成されてきた数多くの三日月湖、および、古い時代の三日月湖の痕跡／ロシアはシベリア北部のヤマル半島付近。

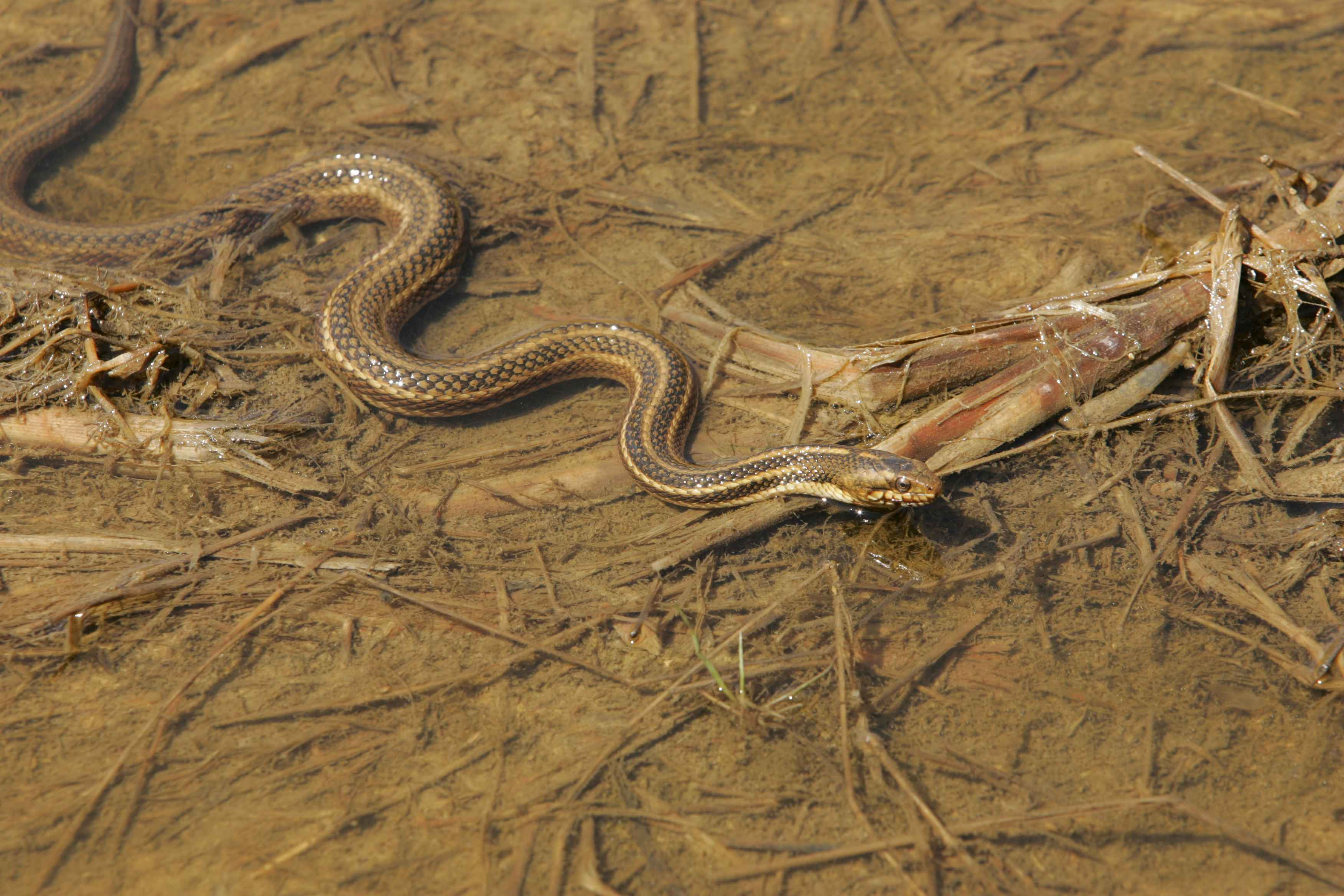
ヘビが這う様子

蛇行の進行

蛇行（だこう、英: meandering）とは、蛇が這う姿のように曲がりくねって進むことを指す。また、川や気流が曲がりながら流れることを指す。
川の流れがカーブの内側となる場所は、流れが遅く、土砂が堆積されるが、外側となる場所では、流れが急で、水深も深い。
川は地形の低い場所に水を流すため、自然状態では通常蛇行する。なお、ドイツの流体力学者テオドール・シュベンクは「蛇行の原因は河川の断面方向にある二つの螺旋流である」と著書 "Das sensible Chaos. Strömendes Formenschaffen in Wasser und Luft "（原著1962年刊。日本語題：カオスの自然学）の中で述べている。
また、蛇行は洪水の原因となるため、第二次世界大戦後の日本では河川改修が進んで直線化し、「元-川」「旧-川」といった場所に、蛇行を残すだけのことが多い。逆に自然を取り戻すために、一度直線化した河道をふたたび蛇行させる試みもある。

## 河川の蛇行
河川の蛇行は大きく自由蛇行（free meander）と穿入蛇行（incised meander）に分けられる。

### 自由蛇行
自由蛇行とは、低地部において河川の流路が自由に変更可能な蛇行のことであり、攻撃斜面での侵食と滑走斜面での堆積によって流路変更がなされる。自由蛇行の両側において自然堤防が発達し、堤防の外側では低湿地が見られる。
河川が台地などを掘割って流れ平地へ出た後、自由蛇行が発達する場合がある。

### 穿入蛇行
穿入蛇行とは、河谷における蛇行のことであり、掘削蛇行（intrenched meander）と生育蛇行（ingrown meander）に大きく分けられる。掘削蛇行は、自由蛇行の河川において、侵食作用が活発化し下刻が起こることで地形が形成される。一方側刻は小さいため、河谷の断面は左右対称となる。生育蛇行では、下刻に限らず側刻も行われ、蛇行の振幅も増大させ、河谷の断面も非対称になる。攻撃斜面では植生に乏しく岩石が露出しており、侵食の進行により谷壁の傾斜が大きく、斜面崩壊も起こりやすい。一方滑走斜面では緩傾斜であり災害も起こりにくい。
なお、穿入蛇行の大多数は生育蛇行であり、掘削蛇行はあまり存在しない。